# Tautschbuch
Der Tautschbuch (auch Teutschbuch) ist ein bis 734 m ü. NN hoher bewaldeter Höhenzug am Südrand der Schwäbischen Alb. Der nördliche Teil des Gebiets gehört zur Gemeinde Zwiefalten, der südliche zur Stadt Riedlingen.

## Geographie und Geologie
Der Tautschbuch erstreckt sich als rund sieben Kilometer langer Bergrücken von Südwest nach Nordost, ungefähr parallel zum Lauf der Donau. Seine steilere, wenig gegliederte Südostflanke erhebt sich rund 200 Meter über der Donauniederung, dem Riedlinger Becken. Im Norden wird er vom unteren Zwiefalter Achtal und dem meist trockenen Tobeltal begrenzt. Süd- und Westseite sind durch mehrere Quellmulden unterbrochen. Hier trennen das Michelfeld und die Pflummerner Mulde den Tautschbuch von den gleichartig aufgebauten Erhebungen des Reifersbergs, des Andelfinger Bergs und des Österbergs.
Als Teil des albnahen Tertiärhügellands besteht der Tautschbuch aus Oberer Süßwassermolasse, deren nach Nordwesten ausstreichende Sedimente dem Südrand der mittleren Alb mit wechselnder Mächtigkeit auflagern. Die Decke des Höhenzugs besteht großflächig aus Silvanakalk. Ablagerungen des jüngeren Tertiärs spielen eine untergeordnete Rolle: Juranagelfluh fehlt völlig, und Schotter der Urdonau, die den jenseits des Achtals anschließenden Emerberg bedecken, findet man hier lediglich – möglicherweise umgelagert – auf dem Michelfeld. Die Zunge des Rißgletschers, die das Riedlinger Becken ausformte, lagerte ihre Endmoräne an den Südhängen von Andelfinger Berg und Tautschbuch bis auf etwa 580 m ü. NN ab.
Aufgrund des kleinen Einzugsgebiets weisen die zahlreichen Quellen am Tautschbuchhang keine große Schüttung auf; auch versickert ein Teil des Wassers nach kurzem Lauf im verkarsteten Weißjurakalk. Immerhin reichte die Menge aus, um Anfang des 20. Jahrhunderts lokale Wasserversorgungen für die umliegenden Dörfer einzurichten.
Der Tautschbuch ist oberhalb 600 m ü. NN fast vollständig bewaldet, wobei der Kalkbuchenwald, teils als Seggen-Platterbsen-Buchenwald ausgeprägt, auch heute noch dominiert. Siedlungen auf der Höhe gibt es keine (mehr, siehe unten Tautschhof). Im Westen bzw. Süden des Höhenzugs liegen in quellreichen Mulden die Dörfer Mörsingen und Pflummern, am südöstlichen Hangfuß Grüningen, Daugendorf und Bechingen.
Nach der naturräumlichen Gliederung gehört der Tautschbuch zur Mittleren Flächenalb (Einheit 095), als Teil deren südlicher Randlandschaften und trägt die Bezeichnung 095.27.

## Geschichte
Am Südosthang des Höhenzugs sind Siedlungsreste der Hallstatt- und der Römerzeit nachgewiesen. Urkundliche Erwähnung fand der Tutisbouc im Jahr 1089, als die Grafen von Achalm das neu gegründete Kloster Zwiefalten mit Besitz ausstatteten. Das Bestimmungswort des Toponyms wird auf einen Personennamen Tuto zurückgeführt, das Grundwort -buch verweist, wie auch bei Schönbuch und Albuch, auf die Bewaldung. Die Holz- und Weidenutzung des zentralen Waldbereichs war seit dem Mittelalter genossenschaftlich organisiert, wobei die Gemeinden Mörsingen, Pflummern, Grüningen und Daugendorf nutzungsberechtigt waren. 1614 wurde diese mit 1090 Jauchert angegebene Fläche – wohl auf Initiative Württembergs, das 1606 den Ort Pflummern erworben hatte – unter den vier Dörfern aufgeteilt. 

### Tautschhof
Johann Heinrich Schütz, Minister und juristischer Berater des württembergischen Herzogs Eberhard Ludwig, erhielt 1722 das Dorf Pflummern als Mannlehen. Im folgenden Jahr legte er auf einer eigens gerodeten Fläche mitten im Tautschbuch den Tautschhof an. Neben dem Hof, der rund 80 Jauchert bewirtschaftete, wurden in der Folge fünf Taglöhnerhäuschen errichtet. 1822, als die Gemeinde Pflummern den Hof kaufte, zählte die Siedlung 28 Einwohner. Alle Gebäude wurden bis 1862 abgebrochen, die Fläche Ende des 19. Jahrhunderts aufgeforstet.